# Chremzel
Chremzel (oładki) – słodki deser; potrawa kuchni Żydów galicyjskich podawana w święto Chanuka.
Składniki do potrawy to tarta maca (bułka tarta), wino, migdały, olej, cukier, sól do smaku. Tartą macę należy zalać zagotowanym winem, dodając roztarte migdały, cukier, żółtka i ubitą z białek pianę. Wszystko wymieszać. Następnie smażyć w małych foremkach po obu stronach w dużej ilości oleju. Odsączone na bibule placuszki posypać cukrem pudrem.

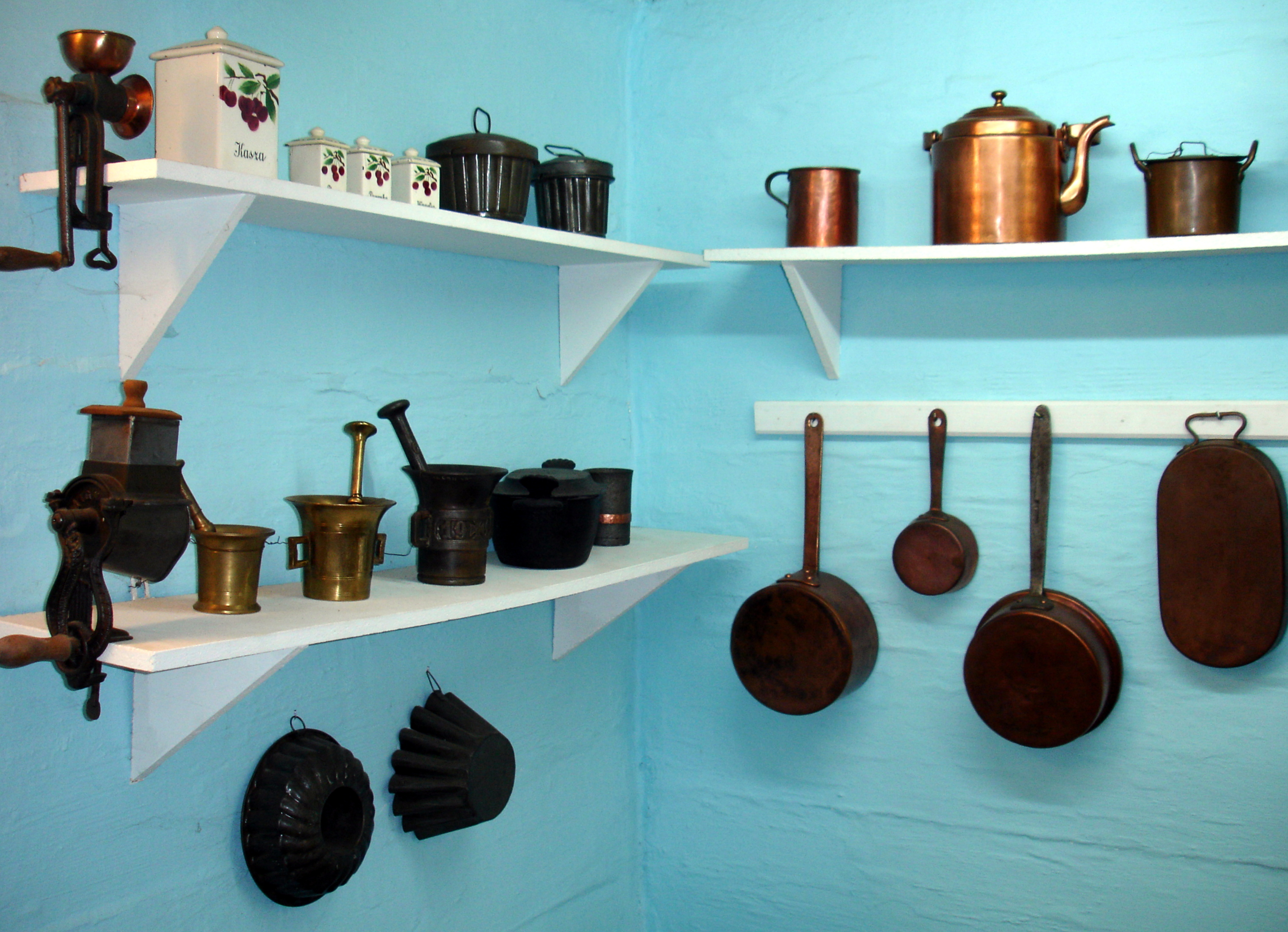
Naczynia kuchenne do przygotowania słodkich wypieków w Galicji